# FC Żurrieq
Der FC Żurrieq ist ein maltesischer Fußballclub aus der Stadt Żurrieq. Spielort ist das Ta’ Qali-Stadion, das Nationalstadion Maltas.

## Geschichte
Der Club wurde 1949 gegründet und hatte seine erfolgreichste Zeit in den 1980er Jahren. Neben dem Gewinn des maltesischen Vereinspokals konnte sich der FC Żurrieq insgesamt drei Mal für internationale Wettbewerbe qualifizieren, kam dort jedoch nie über die erste Runde hinaus.

## Erfolge
- Maltesischer Fußballpokal
  - Sieger (1) 1985
  - Finalist: (2) 1984, 1986

## Europapokalbilanz
| Saison  | Wettbewerb                  | Runde    | Gegner             | Gesamt | Hin     | Rück    |
| ------- | --------------------------- | -------- | ------------------ | ------ | ------- | ------- |
| 1982/83 | UEFA-Pokal                  | 1. Runde | Hajduk Split       | 1:8    | 1:4 (H) | 0:4 (A) |
| 1985/86 | Europapokal der Pokalsieger | 1. Runde | Bayer 05 Uerdingen | 00:12  | 0:3 (H) | 0:9 (A) |
| 1986/87 | Europapokal der Pokalsieger | 1. Runde | AFC Wrexham        | 0:7    | 0:3 (H) | 0:4 (A) |

Gesamtbilanz: 6 Spiele, 6 Niederlagen, 1:27 Tore (Tordifferenz −26)